# Trichosalpinx alabastra
Trichosalpinx alabastra là một loài thực vật có hoa trong họ Lan. Loài này được (Luer & R.Escobar) Luer miêu tả khoa học đầu tiên năm 1983.